# Nyidoro wad Dak
Nyidoro Dak Nyikang
Nyidoro wad Dak (ou Nyidoro, fils de Dak, fils de Nyikang) est le quatrième souverain de la dynastie royale du peuple Shilluk, une ethnie africaine du Soudan du Sud fondée par son grand-père, le légendaire Nyikang.

## Règne
Le règne de Nyidoro est probablement à situer durant le XVIe siècle mais est très peu attesté dans la tradition orale locale. Nyidoro est le fils aîné de Dak mais n'a réussi à se maintenir sur le trône que durant une courte période. Lorsque son demi-frère Odak Ocolo chercha à attenter à sa vie, Nyidoro prit la fuite vers les rivages du khor Ataro et s'installa auprès du peuple qui y vivait. En ce lieu, Nyidoro mena durant quelque temps une existence misérable. Mais, il fut finalement assassiné par son rival. Une légende rapporte que le dieu Jwok punit les Shilluk à cause de ce crime mais qu'il décida de bénir le lieu où Nyidoro fut assassiné par son frère. Comme le ruisseau Ataro avait pourvu Nyidoro en nourriture, le cours d'eau est depuis lors resté toujours très poissonneux.

## Temple funéraire
À l'instar des rois Nyikang, Cal et Dak, Nyidoro n'a pas été enterré. Les Shilluk rapportent que la dépouille de Nyidoro fut enlevée par l'esprit de Nyikang. Le roi Nyidoro a commencé à bénéficier d'un culte funéraire que très tardivement grâce à une décision du roi Fadyet qui a régné entre 1903 et 1917. Ce dernier fit édifier un temple cénotaphe dans le village d'Abukyeny, la tradition voulant que tout roi bénéficie d'un temple de ce genre.  